# Armero
Armero je kolumbijské město, které bylo 13. listopadu 1985 kompletně zničeno lavinou bahna a kamení, která vznikla po erupci sopky Nevado del Ruiz. O život přišlo při této katastrofě více než 21 000 z celkového počtu 23 000 obyvatel. Původně se město jmenovalo San Lorenzo. V roce 1930 bylo jméno změněno na Armero na památku José Armera, národního hrdiny.

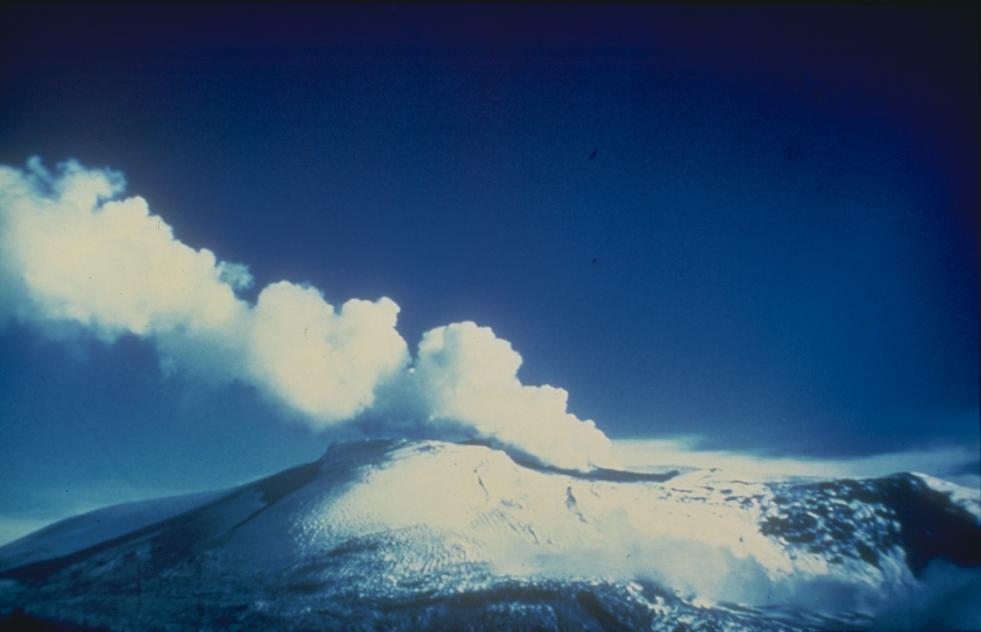
Erupce sopky Nevado del Ruiz v září 1985

Ruiny města Armero leží severozápadně od hlavního města Bogoty při rychlostní silnici z Bogoty do Manizales. Armero bylo před svým zničením důležitým obchodním místem, díky své koloniální architektuře známým i pod jménem „ciudad blanca“ (bílé město). V současnosti zde stojí pouze čerpací stanice a zbytky jedné z budov.
Od odpoledne 13. listopadu 1985 došlo k erupci na 70 kilometrů západně vzdáleném vulkánu Nevado del Ruiz. Zpočátku šlo jen o drobné exploze. Kolem deváté hodiny večer však aktivita silně zesílila a sopka během tří hodin chrlila popel a sopečné pumy. 
Žhavá láva, sopečné pumy a horké pyroklastické proudy roztavily sněhový pokryv vrcholu sopky o rozloze 25 čtverečních kilometrů. Tento proces vytvořil lahar, který rychlostí 40 až 60 kilometrů v hodině zamířil směrem k východnímu úpatí hory úzkým kaňonem řeky „Lagunillas“, který v délce 60 kilometrů překonává převýšení 4 000 metrů. Vzniklý bahnotok cestou pohltil vše, co mu stálo v cestě. 
Do města ležícího při ústí kaňonu se třicetimetrová vlna bahna, kamení a pokácených stromů přihnala kolem 23. hodiny. Během několika minut následovalo několik dalších vln.